# 100 m stylem dowolnym na Mistrzostwach Europy w Pływaniu na krótkim basenie 2000
100 m stylem dowolnym mężczyzn – jedna z konkurencji rozgrywanych podczas Mistrzostw Europy w Pływaniu na krótkim basenie 2000. Konkurencja została rozegrana od 15 do 16 grudnia 2000, wzięło w niej udział 26 zawodników z XX państw.
Mistrzem Europy został reprezentujący Szwecję Stefan Nystrand. Drugie miejsce zajął Rosjanin Denis Pimankow, zaś na trzecim miejscu uplasował się Karel Novy reprezentujący Szwajcarię.

## Terminarz
| Data       | Godzina |            |
| ---------- | ------- | ---------- |
| 15 grudnia | 9:41    | Eliminacje |
| 15 grudnia | 17:04   | Półfinały  |
| 16 grudnia | 16:57   | Finał      |

## Rekordy
| Rekord                   | Zawodnik        | Narodowość | Czas  | Miejsce       | Data            |
| ------------------------ | --------------- | ---------- | ----- | ------------- | --------------- |
| Rekord świata            | Aleksandr Popow | Rosja      | 46,76 | Gelsenkirchen | 19 marca 1994   |
| Rekord Europy            | Aleksandr Popow | Rosja      | 46,76 | Gelsenkirchen | 19 marca 1994   |
| Rekord mistrzostw Europy | Lars Frölander  | Szwecja    | 47,16 | Lizbona       | 11 grudnia 1999 |

## Wyniki

### Eliminacje[1]

#### Wyścig 1
| Pozycja | Tor | Zawodnik            | Narodowość | Czas  | Uwagi |
| ------- | --- | ------------------- | ---------- | ----- | ----- |
| 1.      | 3   | Wiaczesław Szyrszow | Ukraina    | 49,64 | q     |
| 2.      | 5   | Ołeksandr Wołyneć   | Ukraina    | 23,57 |       |
| -       | 4   | Tal Stricker        | Izrael     | DNS   |       |

#### Wyścig 2
| Pozycja | Tor | Zawodnik            | Narodowość | Czas  | Uwagi |
| ------- | --- | ------------------- | ---------- | ----- | ----- |
| 1.      | 4   | Denis Pimankow      | Rosja      | 49,22 | q     |
| 2.      | 6   | Jorge Luis Ulibarri | Hiszpania  | 49,40 | q     |
| 3.      | 2   | Dennis Rijnbeek     | Holandia   | 49,87 | q     |
| 4.      | 7   | Christophe Buehler  | Szwajcaria | 49,94 | q     |
| 5.      | 5   | Stephan Kunzelmann  | Niemcy     | 49,97 | q     |
| 6.      | 3   | Michał Sapon        | Polska     | 50,02 | q     |
| 7.      | 1   | Juha Lindfors       | Finlandia  | 50,32 |       |

#### Wyścig 3
| Pozycja | Tor | Zawodnik          | Narodowość | Czas  | Uwagi |
| ------- | --- | ----------------- | ---------- | ----- | ----- |
| 1.      | 5   | Karel Novy        | Szwajcaria | 49,07 | q     |
| 2.      | 2   | Peter Mankoč      | Słowenia   | 49,07 | q     |
| 3.      | 4   | Jere Hard         | Finlandia  | 49,49 | q     |
| 4.      | 6   | Eduard Lorente    | Hiszpania  | 49,62 | q     |
| 5.      | 3   | Lorenzo Vismara   | Włochy     | 50,22 |       |
| 6.      | 7   | Kvetoslav Svodoba | Czechy     | 50,26 |       |
| 7.      | 8   | Anton Naumenko    | Białoruś   | 51,07 |       |
| -       | 1   | Ivan Mladina      | Chorwacja  | DQ    |       |

#### Wyścig 4
| Pozycja | Tor | Zawodnik        | Narodowość      | Czas  | Uwagi |
| ------- | --- | --------------- | --------------- | ----- | ----- |
| 1.      | 4   | Stefan Nystrand | Szwecja         | 48,97 | q     |
| 2.      | 3   | Stefan Herbst   | Niemcy          | 49,30 | q     |
| 3.      | 1   | Duje Draganja   | Chorwacja       | 49,47 | q     |
| 4.      | 5   | Igor Koleda     | Białoruś        | 49,75 | q     |
| 5.      | 6   | Ewout Holst     | Holandia        | 49,95 | q     |
| 6.      | 2   | Martin Verner   | Czechy          | 50,10 |       |
| 7.      | 7   | Matthew Kidd    | Wielka Brytania | 50,48 |       |
| 8.      | 8   | Danil Haustov   | Estonia         | 52,01 |       |

### Półfinał[2]

#### Wyścig 1
| Pozycja | Tor | Zawodnik            | Narodowość | Czas  | Uwagi |
| ------- | --- | ------------------- | ---------- | ----- | ----- |
| 1.      | 5   | Denis Pimankow      | Rosja      | 48,32 | Q     |
| 2.      | 4   | Karel Novy          | Szwajcaria | 48,56 | Q     |
| 3.      | 3   | Duje Draganja       | Chorwacja  | 48,71 | q     |
| 4.      | 6   | Wiaczesław Szyrszow | Ukraina    | 49,28 | q     |
| 5.      | 7   | Ewout Holst         | Holandia   | 49,46 | q     |
| 6.      | 2   | Dennis Rijnbeek     | Holandia   | 49,49 |       |
| 7.      | 1   | Michał Sapon        | Polska     | 49,64 |       |
| 8.      | 8   | Lorenzo Vismara     | Włochy     | 50,19 |       |

#### Wyścig 2
| Pozycja | Tor | Zawodnik           | Narodowość | Czas  | Uwagi |
| ------- | --- | ------------------ | ---------- | ----- | ----- |
| 1.      | 4   | Stefan Nystrand    | Szwecja    | 47,76 | Q     |
| 2.      | 3   | Stefan Herbst      | Niemcy     | 48,59 | Q     |
| 3.      | 5   | Peter Mankoč       | Słowenia   | 49,00 | q     |
| 4.      | 8   | Martin Verner      | Czechy     | 49,70 |       |
| 5.      | 1   | Stephan Kunzelmann | Niemcy     | 49,79 |       |
| 6.      | 7   | Christophe Buehler | Szwajcaria | 50,05 |       |
| 7.      | 6   | Eduard Lorente     | Hiszpania  | 50,13 |       |
| 8.      | 2   | Igor Koleda        | Białoruś   | 50,65 |       |

### Finał[3]
| Pozycja | Tor | Zawodnik            | Narodowość | Czas  | Uwagi |
| ------- | --- | ------------------- | ---------- | ----- | ----- |
| 1 !     | 4   | Stefan Nystrand     | Szwecja    | 47,56 |       |
| 2 !     | 5   | Denis Pimankow      | Rosja      | 47,69 |       |
| 3 !     | 3   | Karel Novy          | Szwajcaria | 47,87 |       |
| 4.      | 2   | Duje Draganja       | Chorwacja  | 48,20 |       |
| 5.      | 6   | Stefan Herbst       | Niemcy     | 48,40 |       |
| 6.      | 1   | Wiaczesław Szyrszow | Ukraina    | 48,89 |       |
| 7.      | 7   | Peter Mankoč        | Słowenia   | 49,12 |       |
| 8.      | 8   | Ewout Holst         | Holandia   | 49,38 |       |